# Canton de Montauban-1
Le canton de Montauban-1 est une circonscription électorale française du département de Tarn-et-Garonne et de la région Occitanie.

## Histoire
Le canton est créé en 1973, lors du redécoupage de la ville en quatre cantons. Montauban était auparavant divisée entre les cantons de Montauban-Est et de Montauban-Ouest.
Il est modifié par le décret du 27 février 1991 créant les cantons de Montauban-5 et Montauban-6.
À la suite du redécoupage cantonal de 2014, les limites territoriales du canton sont remaniées. Le nombre de communes du canton passe de 2+1 fraction à une fraction de commune.

## Représentation

### Représentation de 1973 à 2015
| Période | Période | Identité         | Étiquette    | Qualité |
| ------- | ------- | ---------------- | ------------ | --- |
| 1973    | 1979    | Joseph Conquet   | DVD          | Avocat à Montauban |
| 1979    | 1985    | Albert Cavaillé  | PS           | Spéléologue, agronome, pédologue, géologue Adjoint au maire de Montauban (1965-1983)                                          |
| 1985    | 1992    | André Garrigue   | UDF          | Dirigeant de la Fédération Française de Rugby Conseiller municipal de Montauban (1983-1989) Vice-Président du Conseil général |
| 1992    | 2004    | Alain Gabach     | UDF puis UMP | Agriculteur, maire de Lamothe-Capdeville depuis 1983                                                                          |
| 2004    | 2015    | Roland Garrigues | PS           | Gérant d'entreprise Député (1997-2002) Maire de Montauban (1995-2001)                                                         |

### Représentation depuis 2015
| Période élective | Période élective | Mandat | Mandat   | Identité            | Nuance | Nuance | Qualité                                                                                    |
| ---------------- | ---------------- | ------ | -------- | ------------------- | ------ | ------ | ------------------------------------------------------------------------------------------ |
| 2015             | 2021             | 2015   | 2021     | Ghislain Descazeaux |        | DVG    | Professeur d'EPS, Montauban Ancien conseiller général du Canton de Montauban-4 (2008-2015) |
| 2015             | 2021             | 2015   | 2021     | Liliane Morvan      |        | PS     | Conseillère juridique (droit rural, droit des sociétés), Montauban                         |
| 2021             | 2028             | 2021   | en cours | Ghislain Descazeaux |        | DVG    | Conseiller sortant                                                                         |
| 2021             | 2028             | 2021   | en cours | Liliane Morvan      |        | PS     | Conseillère sortante                                                                       |

### Résultats détaillés

#### Élections de mars 2015
À l'issue du 1er tour des élections départementales de 2015, trois binômes sont en ballottage : Pierre-Antoine Levi et Laurence Pages (Union de la Droite, 32,69 %), Ghislain Descazeaux et Liliane Morvan (PS, 31,79 %) et Ingrid Hainaut et Thierry Viallon (FN, 27,13 %). Le taux de participation est de 57,12 % (7 548 votants sur 13 214 inscrits) contre 58,89 % au niveau départemental et 50,17 % au niveau national.
Au second tour, Ghislain Descazeaux et Liliane Morvan (PS) sont élus avec 39,81 % des suffrages exprimés et un taux de participation de 59,03 % (2 995 voix pour 7 799 votants et 13 212 inscrits).

#### Élections de juin 2021
Le premier tour des élections départementales de 2021 est marqué par un très faible taux de participation (33,26 % au niveau national). Dans le canton de Montauban-1, ce taux de participation est de 33,2 % (4 662 votants sur 14 041 inscrits) contre 40,22 % au niveau départemental. À l'issue de ce premier tour, deux binômes sont en ballottage : Ghislain Descazeaux et Liliane Morvan (Union à gauche, 26,62 %) et Laurence Pages et Quentin Sucau (LR, 24,68 %).
Le second tour des élections est marqué une nouvelle fois par une abstention massive équivalente au premier tour. Les taux de participation sont de 34,36 % au niveau national, 41,75 % dans le département et 36,23 % dans le canton de Montauban-1. Ghislain Descazeaux et Liliane Morvan (Union à gauche) sont élus avec 55 % des suffrages exprimés (2 584 voix pour 5 088 votants et 14 045 inscrits),,. 

## Composition

### Composition de 1973 à 1991
Le canton de Montauban-1 était formé de :
- Lamothe-Capdeville,
- Villemade,
- la portion de territoire de la ville de Montauban délimitée par l'axe des voies ci-après : route nationale n° 20, avenue Jean-Moulin, avenue Gambetta jusqu'à la place Alexandre-Ier, place Alexandre-Ier, esplanade Prax-Paris, rue Villenouvelle, rue Delcassé, rue Saint-Jean-Villenouvelle, théâtre Municipal, rue Marie-Lafon, place Victor-Hugo, rue Princesse, rue Malcousinat, rue de la République, place Bourude, la rivière le Tarn jusqu'à la limite de la ville de Montauban.

### Composition de 1991 à 2015

Situation du canton de Montauban-1 dans le département de Tarn-et-Garonne de 1991 à 2015.

Le canton de Montauban-1 était formé de :
- Lamothe-Capdeville,
- Villemade,
- la portion de territoire de la commune de Montauban délimitée par l'axe de la rivière le Tarn (à partir de la limite de la commune d'Albefeuille-Lagarde) jusqu'au niveau de l'extrémité Ouest du quai de Montmurat, par l'axe des voies ci-après : rue du Docteur-Labat, rue Issanchou, rue Henri-Tournié, avenue de Falguières, route de l'Aveyron, voie communale n° 152, voie communale n° 173, chemin rural n° 474 dit « de Gascou », voie communale n° 171 dite « de Bonnefond », voie communale n° 31 dite « de Fustier », voie communale n° 182 dite « de Laousanelle », C.D. n° 69 et par les limites des communes de Lamothe-Capdeville, L'Honor-de-Cos, Piquecos et Villemade.

### Composition depuis 2015
| Nom                               | Code Insee | Intercommunalité   | Superficie (km2) | Population (dernière pop. légale)                | Densité (hab./km2) | Modifier                                    |
| --------------------------------- | ---------- | ------------------ | ---------------- | ------------------------------------------------ | ------------------ | ------------------------------------------- |
| Montauban (bureau centralisateur) | 82121      | CA Grand Montauban | 135,17           | Fraction : 20 349 (2022) Commune : 62 487 (2022) | 462                | modifier les données · modifier les données |
| Canton de Montauban-1             | 8206       |                    |                  | 20 349 (2022)                                    |                    | modifier les données                        |

Le canton est désormais composé de la partie de la commune de Montauban située à l'ouest d'une ligne définie par l'axe des voies et limites suivantes : depuis la limite territoriale de la commune de Bressols, cours du Tarn, Pont-Neuf, avenue Marceau-Hamecher, avenue Chamier, rue Roger-Salengro, avenue Aristide-Briand, ligne de chemin de fer Les Aubrais-Montauban, cours du Tarn, Pont-Vieux, place Antoine-Bourdelle, rue de l'Hôtel-de-Ville, rue du Docteur-Lacaze, place Franklin-Roosevelt, rue Notre-Dame, place du Maréchal-Foch, avenue Léon-Gambetta, place de la Libération, rue Léon-Cladel, avenue du 11e-Régiment-d'Infanterie, avenue de Falguières, rue Henri-Tournié, rue des Primeurs, rue du Colonel-Christian-Gerona, rue du Docteur-Labat, ligne de chemin de fer Les Aubrais-Montauban, chemin de Matras, route départementale 959, chemin Prax-Paris, chemin des Gascous, chemin de Bonnefond, chemin de Fustie, chemin de Bondillou, route de Mirabel, jusqu'à la limite territoriale de la commune de Lamothe-Capdeville.

## Démographie

### Démographie avant 2015
| 1975 | 1982 | 1990  | 1999  | 2006  | 2011   | 2012   |
| ---- | ---- | ----- | ----- | ----- | ------ | ------ |
| -    | -    | 8 231 | 8 625 | 9 787 | 11 676 | 11 927 |

### Démographie depuis 2015
En 2022, le canton comptait 20 349 habitants, en évolution de +2,22 % par rapport à 2016 (Tarn-et-Garonne : +3,12 %, France hors Mayotte : +2,11 %).
| 2013   | 2018   | 2022   |
| ------ | ------ | ------ |
| 18 921 | 19 742 | 20 349 |